# أسد أباد (أصفهان)
أسد أباد هي قرية في مقاطعة أصفهان، إيران. يقدر عدد سكانها بـ 60 نسمة بحسب إحصاء 2016.